# Революционная коммунистическая партия (Великобритания)

Символ Четвёртого интернационала

Революционная коммунистическая партия, РКП (англ. Revolutionary Communist Party, RCP) — троцкистская партия в Великобритании в 1944—1950 годах, секция Четвертого интернационала.

## История РКП
Партия была создана как официальная секция Четвертого интернационала после фактического развала Революционной социалистической лиги (РСЛ). К тому же РСЛ не поддерживала позицию Интернационала в отношении Второй мировой войны и придерживалась курса, который характеризовался как пацифистский или полупацифистский. В свою очередь, позиция Рабочей международной лиги (РМЛ) Теда Гранта соответствовала позиции Международного секретариата и руководства Социалистической рабочей партии в США, в результате чего РМЛ стала фактически британской секцией Интернационала. В 1944 году произошло объединение РСЛ и МРЛ, результатом которого стало образование Революционной коммунистической партии.
РКП придерживалась тактики энтризма в Лейбористскую партию, где лидером её фракции был Чарли ван Гелдерен. Однако работа внутри ЛП считалась не очень важной, и многие активисты работали в других областях.
Одним из важнейших участков работы был промышленный пролетариат, особенно после 1941 года, когда имевшая в нем определенное влияние британская коммунистическая партия встала с началом мировой войны на ультрапатриотические позиции. Результатом этого стал переход членов Компартии в троцкистские организации, в том числе и в РКП. Партия участвовала в 1944 году в забастовке работников машино- и судостроительной отраслей, в частности, в забастовке на судостроительном заводе в Тинсайде. Участие троцкистов в забастовочной борьбе привлекло внимание полиции — вскоре на штаб-квартиру РКП был совершен налет, в результате которого было арестовано несколько лидеров организации. Вместе с Промышленным комитетом Независимой лейбористской партии и несколькими анархистами активистами РКП была создана Боевая рабочая федерация (Militant Workers Federation).
Во время войны РКП противостояла избирательному перемирию, которое гарантировало, что, когда парламентские кресла освобождались, они автоматически должны были быть заняты другим членом этой же партии. Когда появилась возможность, партия выставила своего лидера, Джока Хастона, на выборах 1945 года в Нисе, Южный Уэльс, в основном в качестве протеста против Консервативной партии.
Что касается Левой фракции РСЛ, также присоединившейся в 1944 году к РКП, то она отказалась признавать полномочия руководства партии, и была из неё исключена в 1945 году. Члены Левой фракции энтрировались в Лейбористскую партию, где нерегулярно выпускали газету «Voice of Labour» («Голос труда»). В 1950 году большая часть ЛФ присоединилась к группе «Социалистическое товарищество», издававшей газету «Socialist Outlook».

Колонна РКП на первомайской демонстрации 1947 года в Лондоне

В 1947 году в РКП произошел раскол по вопросу об энтризме в Лейбористскую партию. Против этой тактики выступило большинство во главе с Джоком Хастоном и Тедом Грантом, за неё — меньшинство вокруг Джерри Хили и Джона Лоуренса. Сторонники Хили, поддерживаемые Международным секретариатом Четвертого интернационала, вошли в ЛП, и с 1948 года издавали там газету «Socialist Outlook».
Оставшиеся за пределами ЛП члены РКП столкнулись с массой трудностей послевоенного времени. К концу 1940-х годов количество членов партии и её влияние начали падать. Как и в Четвертом интернационале, внутри РКП шли дебаты о сущности политических режимов восточноевропейских государств, оккупированных Советским Союзом.
Также в РКП вновь начались дебаты по вопросу о вхождении в Лейбористскую партию. Теперь большинство поддерживало тактику энтризма. Меньшинство, выступавшее резко против этого, сформировало Фракцию «открытой партии» (Open Party Faction). В 1950 году решением большинства партия была ликвидирована, а её члены вступали в ЛП и присоединились к группе Джерри Хили «The Club».
В 1950 году сторонники Тони Клиффа в Бирмингеме были исключены из организации. Когда Тед Грант попытался их защитить, он также был исключен. Сторонники Клиффа объединились вокруг журнала «Socialist Review», а сторонники Гранта создали в 1953 году Революционную социалистическую лигу.